# Арнольд, Богдан
Бо́гдан Эуге́ниуш А́рнолд (пол. Bogdan Eugeniusz Arnold; 17 февраля 1933, Калиш, Великопольское воеводство, Польская Республика — 16 декабря 1968, Катовице, Силезское воеводство, ПНР) — польский серийный убийца, осуждённый на смертную казнь за убийство 4 женщин и покушения на убийство ещё одной, совершённые им в период с октября 1966 по май 1967 года.

## Биография
Богдан Арнолд родился 17 февраля 1933 года в Калише (Великопольское воеводство, Польская Республика). Окончил ПТУ по специальности электрик-монтер. Был трижды женат, но каждый раз разводился, так как жёны обвиняли его в агрессии и домашнем насилии. Следствием разводов стали сформировавшаяся у него алкогольная зависимость и мизогиния. Проживал Арнолд в Катовице по адресу ул. Ярослава Домбровского дом 14, где занимал несколько комнат в квартире на четвёртом этаже. Работал по специальности на Силезском цинко-перерабатывающем заводе.
Первое убийство Богдан совершил 12 октября 1966 года, познакомившись в баре «Kujawiak» с 30-летней Марией Б. Они разговорились, после чего Арнолд купил ей несколько кружек пива и предложил поехать к нему домой, чтобы продолжить знакомство, на что женщина дала своё согласие. По словам преступника, изначально он не планировал убивать свою первую жертву, но когда Мария Б. предложила ему секс за 500 злотых, пришёл в ярость, так как считал себя достаточно привлекательным, чтобы женщины отдавались ему бесплатно. В приступе гнева Богдан забил Марию молотком, а тело поместил в ванную комнату в своём доме, предварительно засыпав его «хлоркой», чтобы замедлить процесс разложения. Следующее убийство произошло по схожей схеме: 12 марта 1967 года Арнолд заманил к себе в квартиру 40-летнюю проститутку, личность которой так и не удалось установить, после чего задушил её, тело расчленил и спрятал останки в своей квартире. Следующей жертвой стала 35-летняя Стефания М., с которой преступник так же познакомился в питейном заведении 21 апреля 1967 года. Позже женщина была задушена, расчленена, а останки спрятаны рядом с останками предыдущей жертвы.
Последнее убийство Арнолд совершил 22 мая 1967 года, зарезав в своей квартире 30-летнюю проститутку Хельгу Г. Останки были спрятаны им под кровать.

## Арест. Суд. Казнь
Уже в конце мая 1967 года соседи Арнолда обратили внимание на рои мух на лестничной площадке и неприятный запах из квартиры Богдана Арнолда и что сам хозяин уже несколько дней не появлялся в своей квартире. 1 июня 1967 года ими была вызвана милиция, которая вскрыла входную дверь квартиры Арнолда и обнаружила 4 тела в разной степени разложения, множество трупных червей и мух по всей квартире убийцы, а также стойкий запах разложения. 
Сам Арнолд неделю скрывался от разыскивающих его органов правопорядка. Наконец, около 12 часов утра 8 июня 1967 года сотрудник милиции, находившийся по личным делам в районе улицы Граничной, недалеко от Силезского цинко-перерабатывающего завода, обратил внимание на неопрятный вид и грязь на одежде одного из прохожих.
Подойдя к нему, милиционер потребовал документы, но у гражданина их при себе не имелось. Кроме того, он не смог внятно объяснить причину нахождения в общественном месте в неопрятном виде. Сотрудник правоохранительных органов, приняв Арнолда за обычного пьяницу, уже собирался отпустить его, но в последний момент всё же передумал и решил доставить его в ближайшее отделение, где по отпечаткам пальцев и была установлена личность прохожего, которым оказался Богдан Арнолд. Оказалось, что он всю неделю прятался на заброшенном складе недалеко от своего места работы.
Богдан Арнолд сразу же признался в преступлениях и стал давать показания. Кроме четырёх убийств, он также признался в неудачной попытке отравления своей третьей жены. Однако не раскаивался в содеянном и сильно сожалел о том, что не смог отравить жену, объявив свой развод с ней причиной сформировавшейся у него мизогинии. 9 марта 1968 года, Богдан Арнолд был приговорён к смертной казни через повешение. В 18 часов 40 минут 16 декабря 1968 года приговор был приведён в исполнение.
Богдан Арнолд был похоронен в безымянной могиле под номером 38 на специальном кладбище для казнённых польских преступников. Могила находилась рядом с могилой другого польского серийного убийцы, Здзислава Мархвицкого, имевшей 39-й номер. В 1997 году после отмены смертной казни в Польше кладбище было уничтожено по указу президента страны Александра Квасьневского.